# Скан-Ту-Гоу
«Скан-Ту-Гоу», также «Скан ту го», Scan2Go, (яп. ギャラクシーレーサー　スキャン2ゴー! Гяракуси: рэ:са: сукян цу: го:, Galaxy Racer Scan2Go!, с англ. — «Галактический гонщик Scan2Go») — японско-корейский аниме-сериал режиссёра Мицуо Хасимото. Scan2Go рассказывает о футуристической вселенной гонок, связанных с использованием миниатюрных машинок на пульте управления. Аниме предназначено для мальчиков от 4 до 12 лет, всего в нём 52 серии. Впервые было показано на южнокорейском телеканале SBS и транслировалось с 9 августа 2010 по 29 марта 2011 года.

## Сюжет
Действие мультсериала происходит в футуристической галактике, в которой проводятся гонки профессионалов за 1-е место миниатюрных машинок на пульте управления. Машинки рассчитаны на питание от карт, которые дают им власть в гонке, а также повышает ускорение.
Маленький мальчик по имени Кадзуя Дайдо (в английском переводе Кадзуя Гордон или Каз) и его команда начинают карьеру в Scan2Go с Земли в надежде победить. Уговорив тренера, Каз и его друзья отправились в космос, где нашли новых друзей. Мультсериал содержит множество поворотов сюжета, таких как: поступление в элитную школу" Scan2Go", то что их друг — волк, «эволюцирование» их машин и т. д.
В конце оказывается, что Дрю (главный антагонист) является потомком чёрной дыры, и его нужно победить в гонке, иначе Луна упадет на Землю. Вскоре Дрю исчез в Солнце, а Луну «вручную» отодвинули Каз и все гонщики Вселенной.